# Liste des maladies infectieuses
Cette liste des maladies infectieuses est regroupée par type catégorique.

## Chez les humains
| Maladie infectieuse                                    | Cause                                                                                       |
| ------------------------------------------------------ | ------------------------------------------------------------------------------------------- |
| Acinetobacter (infections)                             | Acinetobacter baumannii                                                                     |
| Actinomycose                                           | Actinomyces israelii, Actinomyces gerencseriae et Propionibacterium propionicus             |
| Maladie du sommeil (trypanosomiase africaine)          | Trypanosoma brucei                                                                          |
| SIDA (syndrome d'immunodéficience acquise)             | VIH (virus de l'immunodéficience humaine)                                                   |
| Amibiase                                               | Entamoeba histolytica                                                                       |
| Anaplasmose                                            | Anaplasma (genre)                                                                           |
| Maladie du charbon                                     | Bacillus anthracis                                                                          |
| Arcanobacterium haemolyticum (infection à)             | Arcanobacterium haemolyticum                                                                |
| Fièvre hémorragique d'Argentine                        | Junin virus                                                                                 |
| Ascaridiose                                            | Ascaris lumbricoides                                                                        |
| Aspergillose                                           | Aspergillus (genre)                                                                         |
| Astrovirus (infection à)                               | Astroviridae (famille)                                                                      |
| Babésiose                                              | Babesia (genre)                                                                             |
| Bacillus cereus (infection à)                          | Bacillus cereus                                                                             |
| Pneumonie bactérienne                                  | Multiple bactéries                                                                          |
| Bacteroides (infection à)                              | Bacteroides (genre)                                                                         |
| Balantidiase                                           | Balantidium coli                                                                            |
| Baylisascaris (infection à)                            | Baylisascaris (genre)                                                                       |
| Virus BK (infection à)                                 | Virus BK                                                                                    |
| Piedra noire                                           | Piedraia hortae                                                                             |
| Blastocystis hominis (infection à)                     | Blastocystis hominis                                                                        |
| Blastomycose                                           | Blastomyces dermatitidis                                                                    |
| Bartonellose                                           | Bartonella                                                                                  |
| Fièvre hémorragique bolivienne                         | Virus du Machupo                                                                            |
| Botulisme (et botulisme infantile)                     | Clostridium botulinum                                                                       |
| Fièvre hémorragique brésilienne                        | Sabia                                                                                       |
| Bronchiolites                                          | multiple                                                                                    |
| Brucellose                                             | Brucella (genre)                                                                            |
| Burkholderia (infection à)                             | Habituellement Burkholderia cepacia et autres espèces de Burkholderia                       |
| Ulcère de Buruli                                       | Mycobacterium ulcerans                                                                      |
| Calicivirus, Norovirus ou Sapovirus (en) (infection à) | Caliciviridae (famille)                                                                     |
| Campylobactériose                                      | Campylobacter (genre)                                                                       |
| Candidiase (Moniliase)                                 | Habituellement Candida albicans et autres Candida                                           |
| Maladie des griffes du chat                            | Bartonella henselae                                                                         |
| Maladie de Carrion                                     | Bartonella bacilliformis                                                                    |
| Cellulite (infection)                                  | Habituellement Streptococcus de groupe A et Staphylococcus.                                 |
| Maladie de Chagas (trypanosomiase américaine)          | Trypanosoma cruzi                                                                           |
| Varicelle                                              | Virus varicelle-zona (VVZ)                                                                  |
| Capnocytophaga (infection à)                           | Capnocytophaga canimorsus                                                                   |
| Chancre mou                                            | Haemophilus ducreyi                                                                         |
| Chikungunya                                            | Virus (du) Chikungunya                                                                      |
| Chlamydophila pneumoniae (infection)                   | Chlamydophila pneumoniae                                                                    |
| Choléra                                                | Vibrio cholerae                                                                             |
| Clonorchiase                                           | Clonorchis sinensis                                                                         |
| Colite hémorragique                                    | Escherichia coli O157:H7                                                                    |
| Cryptococcose                                          | Cryptococcus neoformans                                                                     |
| Clostridium difficile (infection à)                    | Clostridium difficile                                                                       |
| Cytomégalovirus (infection à)                          | Cytomégalovirus                                                                             |
| Dengue                                                 | Virus de la Dengue                                                                          |
| Diphtérie                                              | Corynebacterium diphtheriae                                                                 |
| Diphyllobothriose                                      | Diphyllobothrium                                                                            |
| Dracunculose                                           | Dracunculus medinensis                                                                      |
| Maladie à virus Ebola                                  | virus Ebola                                                                                 |
| Echinococcose                                          | Echinococcus (genre)                                                                        |
| Ehrlichiose                                            | Ehrlichia (genre)                                                                           |
| Encéphalite de Saint-Louis                             | Virus de l'Encéphalite de Saint-Louis                                                       |
| Encéphalite japonaise                                  | Virus de l'Encéphalite japonaise                                                            |
| Encéphalite à tiques ou méningo(-)encéphalite à tiques | Virus de l'encéphalite à tiques, TBEV ou TBE voire MEVE                                     |
| Enterobiase (infection due à des vers)                 | Enterobius vermicularis                                                                     |
| Enterococcus (infection)                               | Enterococcus (genre)                                                                        |
| Entérovirus (infection)                                | Entérovirus (genre)                                                                         |
| Encéphalopathie spongiforme bovine (ESB)               | Protéine prion                                                                              |
| Escherichia coli (infection(s) (multiples) à)          | Escherichia coli                                                                            |
| Fasciolopsiose                                         | Fasciolopsis buski                                                                          |
| Fasciolose                                             | Fasciola hepatica et Fasciola gigantica                                                     |
| Insomnie fatale familiale (IFF)                        | FFI prion                                                                                   |
| Fièvre hémorragique de Crimée-Congo                    | Virus de la fièvre hémorragique de Crimée-Congo                                             |
| Fièvre de Kyasanur                                     | Virus de la fièvre de Kyasanur                                                              |
| Fièvre hémorragique d'Omsk                             | Virus de la fièvre hémorragique d'Omsk                                                      |
| Filariose                                              | Filarioidea (superfamille)                                                                  |
| Intoxication alimentaire par Clostridium perfringens   | Clostridium perfringens                                                                     |
| Fusobacterium (infection)                              | Fusobacterium (genre)                                                                       |
| Gangrène gazeuse                                       | habituellement Clostridium perfringens et autres espèces de Clostridium                     |
| Géotrichose                                            | Geotrichum candidum                                                                         |
| Syndrome de Gerstmann-Sträussler-Scheinker             | prion GSS                                                                                   |
| Lambliase                                              | Giardia intestinalis                                                                        |
| Morve                                                  | Burkholderia mallei                                                                         |
| Gonorrhée                                              | Neisseria gonorrhoeae                                                                       |
| Méningocoque (infection(s) (multiples) à)              | Neisseria meningitidis (méningocoque)                                                       |
| Streptocoque A                                         | Streptococcus pyogenes                                                                      |
| Streptocoque B                                         | Streptococcus agalactiae                                                                    |
| Streptococcus pneumoniae (infection(s) (multiples) à)  | Streptococcus pneumoniae (pneumocoque)                                                      |
| Haemophilus influenzae (infection)                     | Haemophilus influenzae                                                                      |
| Haemophilus parainfluenzae (infection)                 | Haemophilus parainfluenzae                                                                  |
| Syndrome pieds-mains-bouche (SPMB)                     | Entérovirus, principalement Coxsackie A et Entérovirus 71 (EV71)                            |
| Hantavirus (syndrome pulmonaire)                       | Virus Sin Nombre                                                                            |
| Helicobacter pylori (infection)                        | Helicobacter pylori                                                                         |
| Syndrome hémolytique et urémique (SHU)                 | Escherichia coli O157:H7, O111 et O104:H4                                                   |
| Virus de Hendra (infection à)                          | virus de Hendra                                                                             |
| Henipavirus (infection à)                              | Henipavirus (genre)                                                                         |
| Hépatite A                                             | Virus de l'hépatite A                                                                       |
| Hépatite B                                             | Virus de l'hépatite B                                                                       |
| Hépatite C                                             | Virus de l'hépatite C                                                                       |
| Hépatite D                                             | Virus de l'hépatite D                                                                       |
| Hépatite E                                             | Virus de l'hépatite E                                                                       |
| Hépatite G                                             | Virus de l'hépatite G                                                                       |
| Herpes simplex                                         | Herpes simplex virus 1 and 2 (HSV-1 et HSV-2)                                               |
| Histoplasmose                                          | Histoplasma capsulatum                                                                      |
| Ankylostomose (infection)                              | Ancylostoma duodenale et Necator americanus                                                 |
| Bocavirus humain (infection)                           | Bocavirus humain                                                                            |
| Métapneumovirus (infection à)                          | Métapneumovirus humain (HMPV)                                                               |
| Ehrlichiose monocytique humaine                        | Ehrlichia chaffeensis                                                                       |
| Papillomavirus humain (infection à)                    | Papillomavirus humain (HPV)                                                                 |
| Parainfluenza (infection)                              | Virus (HPIV)                                                                                |
| Hymenolepis                                            | Hymenolepis nana et Hymenolepis diminuta                                                    |
| Mononucléose infectieuse du virus d'Epstein-Barr       | Virus d'Epstein-Barr (EBV)                                                                  |
| Grippe                                                 | Orthomyxoviridae (famille)                                                                  |
| Isosporose                                             | Isospora belli                                                                              |
| Maladie de Kawasaki                                    | inconnue                                                                                    |
| Kératite                                               | multiple                                                                                    |
| Kingella kingae (infection à)                          | Kingella kingae                                                                             |
| Kuru                                                   | prion Kuru                                                                                  |
| Fièvre de Lassa                                        | Virus de Lassa                                                                              |
| Klebsiellose (infections multiples à Klebsiella)       | Klebsiella (bacille de Friedländer)                                                         |
| Légionellose (maladie du Légionnaire)                  | Legionella pneumophila                                                                      |
| Legionellose (fièvre de Pontiac)                       | Legionella pneumophila                                                                      |
| Leishmaniose                                           | Leishmania (genre)                                                                          |
| Lèpre                                                  | Mycobacterium leprae et Mycobacterium lepromatosis                                          |
| Leptospirose                                           | Leptospira (genre)                                                                          |
| Listériose                                             | Listeria monocytogenes                                                                      |
| Borréliose                                             | habituellement Borrelia burgdorferi ou Borrelia (genre)                                     |
| Filariose (Éléphantiasis)                              | Wuchereria bancrofti et Brugia malayi                                                       |
| Chorioméningite lymphocytaire                          | Virus de la chorioméningite lymphocytaire                                                   |
| Malaria                                                | Plasmodium (genre)                                                                          |
| Marburg (fièvre hémorragique virale)                   | Virus de Marburg                                                                            |
| Rougeole                                               | Virus de la rougeole                                                                        |
| Mélioïdose (maladie de Whitmore)                       | Burkholderia pseudomallei                                                                   |
| Méningite                                              | agents infectieux multiples                                                                 |
| Douve de Yokogawa                                      | habituellement Metagonimus yokagawai                                                        |
| Microsporidiose                                        | Microsporidia phylum                                                                        |
| Molluscum contagiosum (MC)                             | Molluscum contagiosum virus (MCV)                                                           |
| Oreillons                                              | Virus des oreillons                                                                         |
| Pneumonie à mycoplasme                                 | Mycoplasma pneumoniae                                                                       |
| Mycétome                                               | nombreuses espèces de bactérie (Actinomycetome) et fungi (Eumycétome)                       |
| Myiase                                                 | Larve diptère parasite                                                                      |
| Conjonctivite néonatale (Ophthalmia neonatorum)        | plus communément Chlamydia trachomatis et Neisseria gonorrhoeae                             |
| Maladie de Creutzfeldt-Jakob (vCJD, nvCJD)             | vCJD prion                                                                                  |
| Onchocercose (cécité des rivières)                     | Onchocerca volvulus                                                                         |
| Paracoccidioidomycose (blastomycose sud-américaine)    | Paracoccidioides brasiliensis                                                               |
| Parvovirus B19 (infection à)                           | Parvovirus B19                                                                              |
| Pasteurellose                                          | Pasteurella (genre)                                                                         |
| Pediculosis capitis                                    | Pediculus humanus capitis                                                                   |
| Pediculosis corporis                                   | Pediculus humanus corporis                                                                  |
| Coqueluche                                             | Bordetella pertussis                                                                        |
| Peste                                                  | Yersinia pestis                                                                             |
| Pneumocystose                                          | Pneumocystis jirovecii                                                                      |
| Pneumonie                                              | agents infectieux multiples                                                                 |
| Poliomyélite                                           | Poliovirus                                                                                  |
| Prevotella (infection à)                               | Prevotella (genre)                                                                          |
| Pseudomonas aeruginosa (infection à)                   | Pseudomonas aeruginosa                                                                      |
| Méningoencéphalite amibienne primitive                 | habituellement Naegleria fowleri                                                            |
| Leucoencéphalopathie multifocale progressive           | virus JC                                                                                    |
| Ornithose                                              | Chlamydophila psittaci                                                                      |
| Fièvre Q                                               | Coxiella burnetii                                                                           |
| Rage                                                   | Virus de la rage                                                                            |
| Fièvre par morsure de rat                              | Streptobacillus moniliformis et Spirillum minus                                             |
| Rhinosporidiose                                        | Rhinosporidium seeberi                                                                      |
| Rhinovirus (infection à)                               | Rhinovirus                                                                                  |
| Rickettsial (infection à)                              | Rickettsia (genre)                                                                          |
| Fièvre de la vallée du Rift                            | Virus de la fièvre de la vallée du Rift                                                     |
| Fièvre pourprée des montagnes Rocheuses                | Rickettsia rickettsii                                                                       |
| Roséole (infantile)                                    | Herpèsvirus humain type 6 (HHV-6)                                                           |
| Rotavirus (infection à)                                | Rotavirus                                                                                   |
| Rubéole                                                | Virus de la rubéole                                                                         |
| Salmonellose                                           | Salmonella (genre)                                                                          |
| Syndrome respiratoire aigu sévère                      | SARS-CoV                                                                                    |
| Maladie à coronavirus 2019                             | SARS-CoV-2                                                                                  |
| Bilharziose                                            | Schistosome (genre)                                                                         |
| Septicémie                                             | Multiple                                                                                    |
| Shigellose                                             | Shigella (genre)                                                                            |
| Zona                                                   | Virus varicelle-zona (VVZ)                                                                  |
| Variole                                                | Variole majeure ou variole mineure                                                          |
| Scarlatine                                             | Streptococcus pyogenes                                                                      |
| Sporotrichose                                          | Sporothrix schenckii                                                                        |
| Staphylococcus                                         | Staphylococcus (gêne)                                                                       |
| Syphilis                                               | Treponema pallidum                                                                          |
| Syndrome respiratoire du Moyen-Orient                  | Coronavirus du syndrome respiratoire du Moyen-Orient (MERS)                                 |
| Taeniasis                                              | Taenia (genre)                                                                              |
| Tétanos                                                | Clostridium tetani                                                                          |
| Tinea barbae (Teigne)                                  | habituellement Trichophyton (genre)                                                         |
| Tinea capitis (Teigne)                                 | habituellement Trichophyton tonsurans                                                       |
| Tinea corporis                                         | habituellement Trichophyton (genre)                                                         |
| Tinea cruris (Intertrigo inguinal)                     | habituellement Epidermophyton floccosum, Trichophyton rubrum et Trichophyton mentagrophytes |
| Tinea manuum (en)                                      | Trichophyton rubrum                                                                         |
| Tinea nigra (Teigne noire)                             | habituellement Hortaea werneckii                                                            |
| Tinea pedis (Pied d'athlète)                           | habituellement Trichophyton (genre)                                                         |
| Tinea unguium (Onychomycosis)                          | habituellement Trichophyton (genre)                                                         |
| Tinea versicolor (Pityriasis versicolor)               | Malassezia (genre)                                                                          |
| Toxocariase                                            | Toxocara canis ou Toxocara cati                                                             |
| Toxoplasmose                                           | Toxoplasma gondii                                                                           |
| Trichinellose                                          | Trichinella spiralis                                                                        |
| Trichomonase                                           | Trichomonas vaginalis                                                                       |
| Trichuriase (infection à)                              | Trichuris trichiura                                                                         |
| Tuberculose                                            | habituellement Mycobacterium tuberculosis                                                   |
| Tularémie                                              | Francisella tularensis                                                                      |
| Ureaplasma urealyticum (infection à)                   | Ureaplasma urealyticum                                                                      |
| Encéphalite équine vénézuélienne                       | Virus de l'encéphalite équine vénézuelienne                                                 |
| Fièvre hémorragique vénézuélienne                      | Virus de Guanarito                                                                          |
| Pneumonie virale                                       | Divers virus                                                                                |
| Fièvre du Nil occidental                               | Virus du Nil occidental                                                                     |
| Infection à virus Nipah                                | Virus Nipah                                                                                 |
| Vaginose bactérienne                                   | Microbiote typique des vaginoses bactériennes                                               |
| Virus respiratoire syncytial (infection à)             | Virus respiratoire syncytial (VRS)                                                          |
| Piedra blanche (Tinea blanca)                          | Trichosporon beigelii                                                                       |
| Yersinia pseudotuberculosis (infection à)              | Yersinia pseudotuberculosis                                                                 |
| Yersiniose                                             | Yersinia enterocolitica                                                                     |
| Fièvre jaune                                           | Virus de la fièvre jaune                                                                    |
| Infection à virus Zika                                 | Virus Zika                                                                                  |
| Zygomycose                                             | d'ordre Mucorales (Mucormycose) et Entomophthorales (Entomophthoramycose)                   |